# U 392
U 392 war ein deutsches Unterseeboot des Typs VII C, ein so genanntes „Atlantikboot“. Es wurde durch die Kriegsmarine während des U-Boot-Krieges im Zweiten Weltkrieg im Nordatlantik eingesetzt.

## Technische Daten
Die Deutschen Werke in Kiel waren unter Geheimhaltung bereits seit 1935 mit dem Bau von U-Booten für die deutsche Reichsmarine und zum Export beauftragt. Nach Kriegsbeginn erhielt die Werft von der Kriegsmarine dann größere Bauaufträge. Die Deutschen Werke waren infolgedessen für einen jährlichen Ausstoß von zwölf Booten des Typs VII C vorgesehen. Ein solches Boot war 67 m lang und hatte unter Wasser eine Verdrängung von 865 m³. Der Antrieb erfolgte durch zwei Dieselmotoren, die über Wasser eine Geschwindigkeit von 17 kn (31,6 km/h) ermöglichten. Zwei Elektromotoren ermöglichten dem Boot bei Unterwasserfahrt eine Geschwindigkeit von 7 kn (12,6 km/h). Die Bewaffnung der VII C-Boote bestand bis 1944 aus einer 8,8-cm-Kanone und einer 2-cm-Flak C/30 an Deck sowie vier Bugtorpedorohren und einem Hecktorpedorohr. Üblicherweise führte ein VII C-Boot 14 Torpedos mit sich.

## Kommandant
Henning Schümann wurde am 17. April 1919 in Elmschenhagen bei Kiel geboren und trat 1937 in die Kriegsmarine ein. Bis 1942 fuhr er als Wachoffizier auf dem Zerstörer Richard Beitzen. Im April dieses Jahres wurde Henning Schümann zum Oberleutnant befördert. Er absolvierte seine U-Bootausbildung im Juli 1942 und machte dann bis zum Frühjahr 1943 als Erster Wachoffizier (1 WO) zwei Feindfahrten an Bord von U 402 unter dem Kommando von Siegfried von Forstner. Im März und April des Jahres 1943 absolvierte Henning Schümann seinen Kommandantenlehrgang bei der 24. U-Flottille in Memel. Im Mai übernahm er das Kommando auf U 392.

## Einsatz und Geschichte
Bis zum November 1943 unterstand U 392 der 5. U-Flottille, einer Ausbildungsflottille, die in Kiel stationiert war. Kommandant Schümann unternahm in dieser Zeit Ausbildungsfahrten in der Ostsee zum Training der Besatzung. Am 2. Dezember 1943 brach U 392 von hier aus zu seiner ersten Unternehmung auf. Als Operationsgebiet war der Nordatlantik, genauer das Seegebiet westlich von Irland vorgesehen. Kommandant Schümann meldete am 26. Dezember zwei Kriegsschiffe mit Torpedos angegriffen und getroffen zu haben. Diese Angaben konnten allerdings nicht bestätigt werden. Am 20. Januar lief das Boot in Brest ein, dem Stützpunkt der 1. U-Flottille, der das Boot seit Dezember 1943 angehörte.

### Verlust des Bootes
Mitte März des Jahres 1944 orteten zwei Catalina-Flugboote ein U-Boot, das versuchte, die Straße von Gibraltar zu passieren. Die herbeigerufene Fregatte Affleck versenkte das U-Boot mit einem Granatwerfer. Es ist davon auszugehen, dass es sich bei diesem Boot um U 392 gehandelt hat.